# سرخیو مارکوس
سرخیو مارکوس (انگلیسی: Sergio Marcos؛ زادهٔ ۳ فوریهٔ ۱۹۹۲) بازیکن فوتبال اهل اسپانیا است.
از باشگاه‌هایی که در آن بازی کرده‌است می‌توان به باشگاه فوتبال لوگو، باشگاه فوتبال اتلتیکو مادرید، باشگاه فوتبال رئال وایادولید، باشگاه فوتبال ویارئال، و باشگاه فوتبال اتلتیکو مادرید بی اشاره کرد.